# Atentado: El día que cambió al mundo
Atentado: El día que cambió al mundo (en serbocroata Atentat u Sarajevu "Atentado en Sarajevo", comercializada en inglés como The Day That Shook the World) es una película de coproducción checoslovaca-yugoslava-alemana de 1975 dirigida por Veljko Bulajić, protagonizada por Christopher Plummer y Florinda Bolkan. La película trata el asesinato del archiduque Francisco Fernando y su mujer Sofía Chotek en Sarajevo en 1914 y las inmediatas consecuencias que provocaron el estallido de la Primera Guerra Mundial.

## Sinopsis
En 1908, Bosnia es anexionada al Imperio austro-húngaro por el emperador Francisco José, pero la situación del país es “caliente”, y no pocos representan los sueños de la independencia del imperio. Mientras se organiza la resistencia en Serbia, Francisco José, hostil a la Gran Duquesa Sofía, esposa del archiduque Francisco Fernando, heredero del trono de Austria-Hungría, envía a su sobrino a Sarajevo para asistir a las grandes maniobras del ejército programadas para el 28 de junio de 1914. Después de varias dificultades, algunos conspiradores llegan a Sarajevo, y durante el paso de los dignatarios por las calles de la capital bosnia, el joven serbobosnio Gavrilo Princip dispara contra el coche de los regentes, hiriéndolos mortalmente.
La muerte de Francisco Fernando desencadena una serie de acontecimientos que resultaron en la Primera Guerra Mundial. El asesinato dio razones a los alemanes y a los austríacos para temer que el Imperio ruso fomentara activamente el malestar en los Balcanes, puesto que Serbia era fuente de discordias en toda la región.

## Reparto
- Christopher Plummer - Francisco Fernando de Austria
- Florinda Bolkan - Sofía Chotek
- Maximilian Schell - Đuro Šarac
- Irfan Mensur - Gavrilo Princip
- Radoš Bajić - Nedeljko Čabrinović
- Ivan Vyskočil - Mehmed Mehmedbašić
- Libuše Šafránková - Yelena
- Otomar Korbelář - Francisco José I de Austria
- Wilhelm Koch-Hooge - Franz Conrad von Hötzendorf
- Jiří Holý - Erich von Merizzi
- Nelly Gaierová - Condesa Langus
- Jiří Kodet - Morsley

## Recepción
La película se estrenó en los cines el 31 de octubre de 1977 en Yugoslavia y Checoslovaquia. El estreno en inglés fue en enero de 1977 en el Reino Unido y en los Estados Unidos. American International Pictures lanzó la película el 1977 con doblaje inglés. En la década de 1990 la película se estrenó en VHS. El 6 de enero de 2011 se publicó en DVD.

## Premios
La película obtuvo una mención especial del jurado en el Festival Internacional de Cine de San Sebastián 1976. También fue seleccionada para representar a Yugoslavia en los Premios Oscar de 1975 en la categoría de mejor película de habla no inglesa  pero finalmente no fue nominada. La película también le valió al director Veljko Bulajić un premio Silver Arena en los Premios Nacionales de Cine de Yugoslavia de 1976 (hoy conocidos como el Festival de Cine de Pula).